# Пиловловлювач

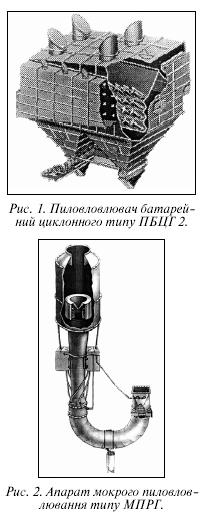

Пиловловлювач (рос. пылеуловитель, англ. dust catcher, dust separator, dust collector; нім. Entstaubungsanlage f, Staub-sauger m, Staubfänger m) – апарат для видалення твердої фази з газового середовища. 

## Загальний опис
За принципом дії П. поділяють на гравітаційні або відцентрові (циклонні), рідинні, електричні тощо. Процес вловлювання пилу рідиною – це перенесення завислих часточок з газового середовища у рідинне з наступною обробкою отриманої гідросуміші. В залежності від форми контактування газової і рідкої фази у П. способи мокрого пиловловлення поділяють на три види: вловлювання у об’ємі рідини (наприклад, водяні фільтри), вловлювання плівками рідини і вловлювання розпиленою рідиною в об’ємі газу. Як П. на сушиль-них установках вуглезбагачувальних фабрик застосовують циклони батарейного типу, скрубери (мокрі пиловловлювачі), рукавні фільтри, електрофільтри. Ці ж апарати застосовують як пилогазовловлювачі сушильних та котельних установок, а також для вловлювання найдрібніших механічних частинок – пилу, що міститься у природному газі, перед подачею спожи-вачеві. Відомі також абсорбційні мокрі П., у яких для зрошування використовується пульпа відходів флотації, що забезпечує підвищення ступеня очищення димових газів від оксидів сірки та азоту. Коефіцієнт корисної дії (к.к.д.) циклонних пиловловлювачів по фракції 0-5 мкм – 83-86 %, 5-10 мкм – 94-97 %, 10-40 мкм – 98-100 %. Вищий к.к.д. мають електрофільтри (до 99%). Розроблено пиловловлювачі типу Вентурі, в яких запилене повітря очищається розпиленою водою. 

## Різновиди пиловловлювачів

### Акустичний пиловлавлювач
Акустичний пиловловлювач (рос. акустический пылеуловитель, англ. acoustic dust catcher, нім. akustische Entstaubungsanlage, akustischer Staubabscheider) — установка, в якій пил коагулюють дією звукового або ультразвукового поля. Останнє, як правило, створюється газоструминними генераторами. У гірничій практиці застосовується установка УПЗ-3.

### Камерні пиловловлювачі
Див. також Пиловловлювальна камера

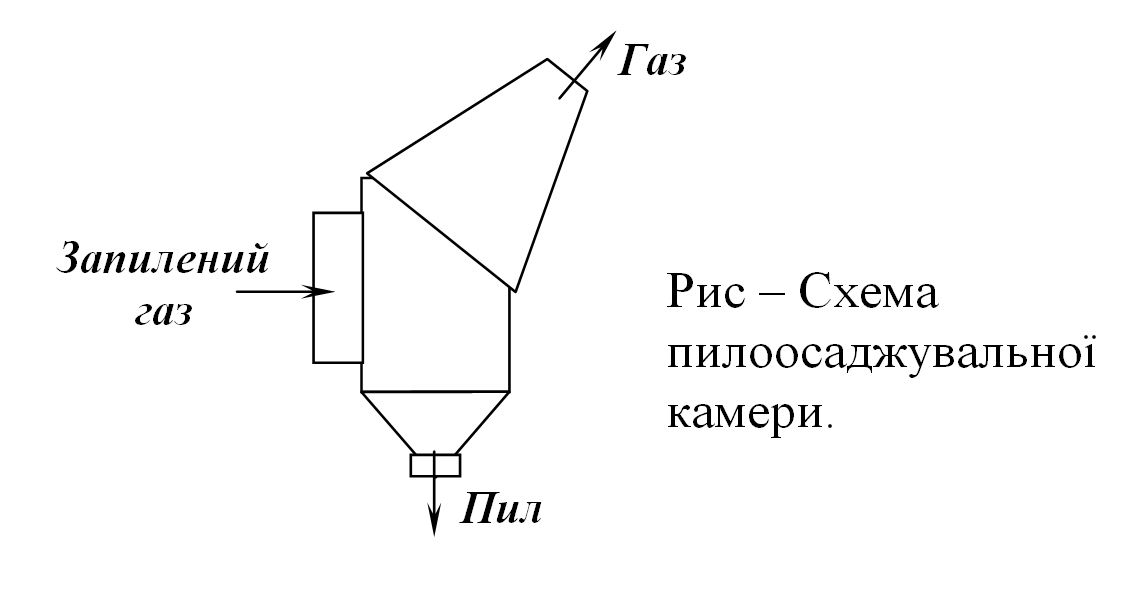

Камерні пиловловлювачі призначені для виділення крупного пилу (понад 100 мкм) з потоків запилених газів. Потік газу при попаданні в осаджувальну камеру, що має значно більшу площу поперечного перетину, різко знижує швидкість руху, і частинки пилу під дією сили ваги осаджуються у нижню ділянку камери, звідки вивантажуються тим або іншим способом. 
Очищений від крупного пилу газ виходить з камери у подальшу стадію пиловловлення. Ефективність пиловловлення цих апаратів становить 40 – 60 %. Пиловловлюючі камери дуже громіздкі, тому застосовуються обмежено (наприклад, як розвантажувальні камери барабанних сушарок).

### Жалюзійні пиловловлювачі
Див. також Жалюзійний пиловловлювач

Схема жалюзійного пиловловлювача: 1 – камера; 2 – жалюзійні ґрати; 3 – щілиноподібне відведення;
4 – циклони.

Принцип дії жалюзійних пиловловлювачів полягає в тому, що запилений потік газу змінює напрям руху, а частинки пилу, маючи велику густину, рухаються за інерцією в тому ж напрямку.

### Циклони

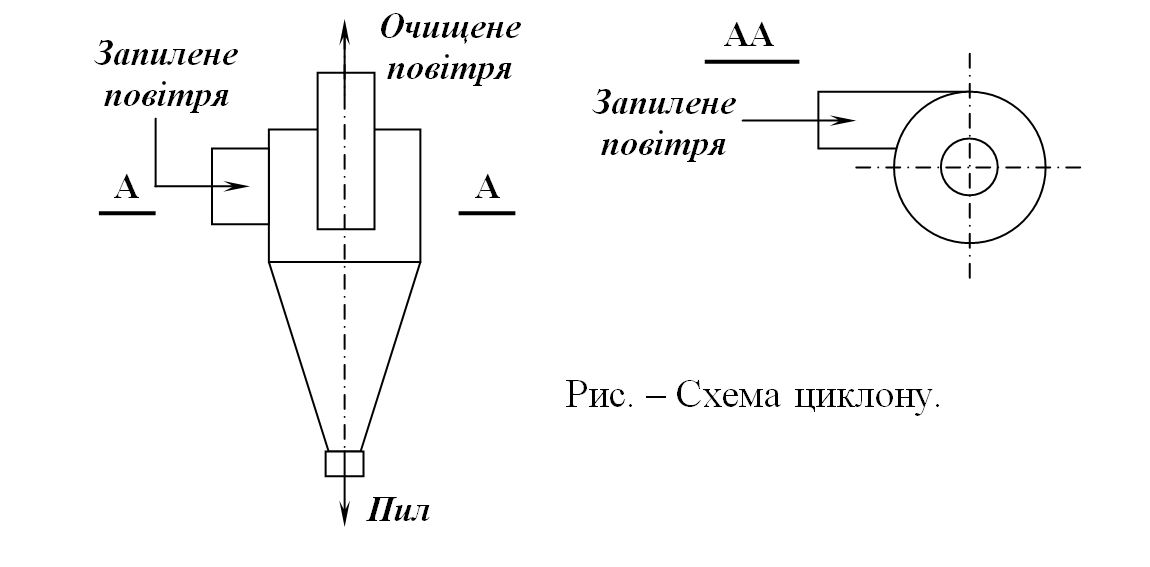

Циклони належать до пиловловлювачів інерційного типу і призначені для вловлення пилу крупністю понад 10 мкм. Принцип дії циклонів полягає в тому, що пилогазова суміш подається по дотичній до внутрішньої поверхні циліндричної частини корпуса і рухається по ґвинтовій лінії зверху вниз. 
Частинки пилу під дією відцентрових сил притискаються до внутрішніх стінок циклона і під дією газового потоку і сили ваги рухаються по спіралі униз, де розвантажуються через спеціальну насадку у конічній частині циклону. Очищене від пилу повітря видаляється через осьовий патрубок у верхній частині циклона. Ефективність очищення повітря у звичайних циклонах становить 60 – 80 % .

### Батарейні циклони
Див. також Мультициклон.
Батарейні циклони призначені для виділення пилу крупністю до 5 мкм і являють собою аґреґати, що складаються з окремих, невеликого розміру, циклонів, які функціонують паралельно. Застосовують батарейні циклони, різні за конструкцією, розмірами, способом підведення газу і т.д.
Ступінь уловлення пилу в батарейному циклоні становить 97 – 99 %.

### Мокрі пиловловлювачі

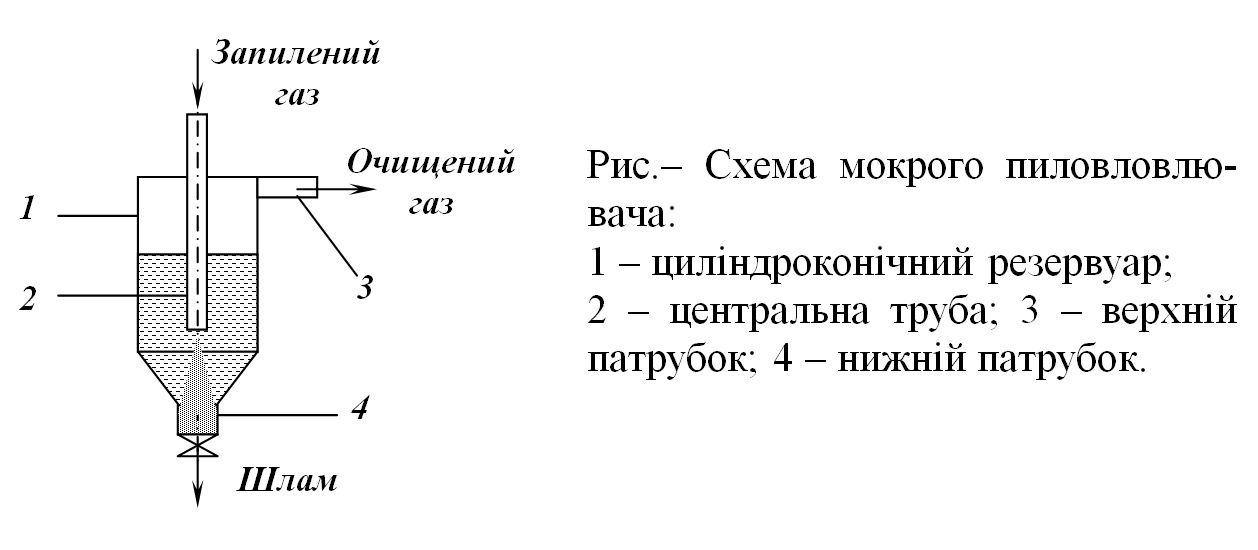

Мокрі пиловловлювачі призначені для очищення газів від пилу при пропусканні пилогазової суміші через шар води. Мокрий пиловловлювач являє собою циліндроконічний резервуар 1 заповнений водою, через яку барботує запилене повітря, що подається по зануреній під шар води центральній трубі 2. 
При проходженні крізь воду газ звільняється від пилу і видаляється через патрубок 3. Пил осаджується у воді і накопичується у конічній ділянці пиловловлювача, звідки він у вигляді шламу періодично випускається через патрубок 4. Мокрі пиловловлювачі вловлюють пил крупністю до 5 мкм з ефективністю до 98 % .

### Електрофільтри

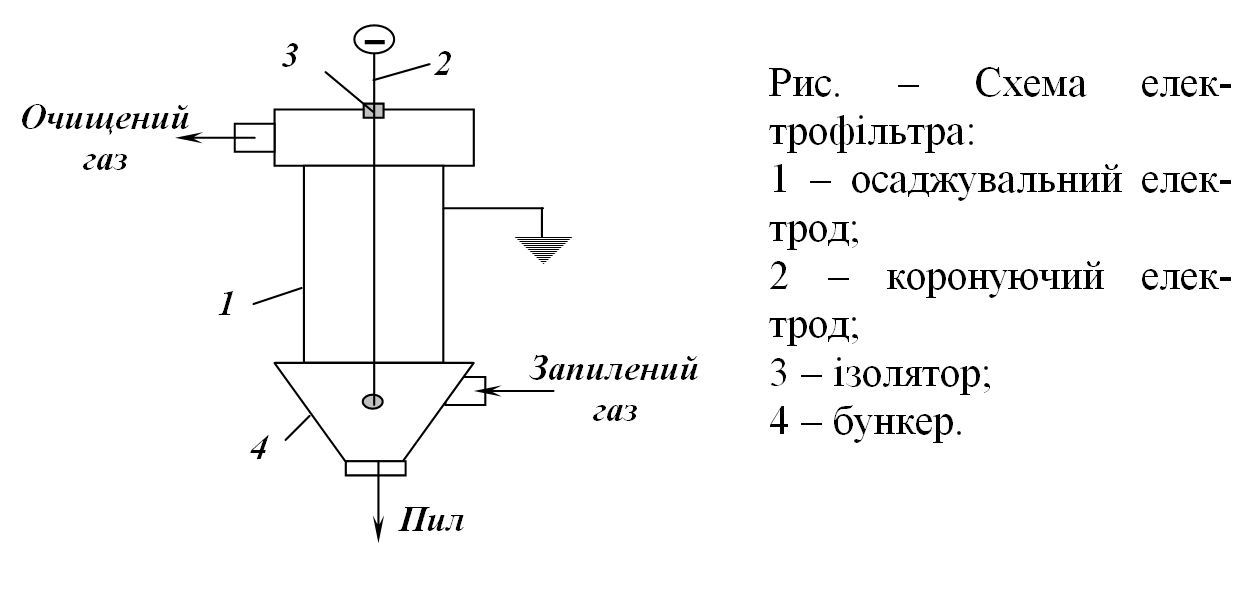

Електрофільтри призначені для вловлювання пилу крупністю до 0,1 мкм з повітря і газів різного хімічного складу, воло-гості і температури. Електрофільтри характеризуються великою продуктивністю і ефективністю вловлювання пилу до 99 %. Їх рекомендується застосовувати при необхідності ретельного очищення великого обсягу газів, що містять тонкодисперсний пил з токсичних або дорогоцінних речовин, а також для очищення повітря вентиляційних установок. 
За конструкцією електрофільтри аналогічні електричним сепараторам з коронуючими електродами. Осаджувальні електроди електрофільтрів виконуються у вигляді заземлених металевих вертикальних труб або пластин, а коронуючі – у вигляді металевих стержнів, що встановлюються всередині труб або між пластинами. Коронуючі електроди заряджуються негативно постійним струмом напругою до 60 кВ. Заземлені осаджувальні електроди індуктивно заряджуються позитивною електрикою.
Коронуючі і осаджувальні електроди монтуються в герметичній камері, через яку в проміжках між електродами знизу вгору проходить пилогазова суміш. Під впливом коронних розрядів частинки заряджуються негативно і осаджуються на електродах. Пил періодично струшується з осаджувальних електродів у пиловий бункер, а очищений газ викидається в атмосферу.